# Pirogue à balancier

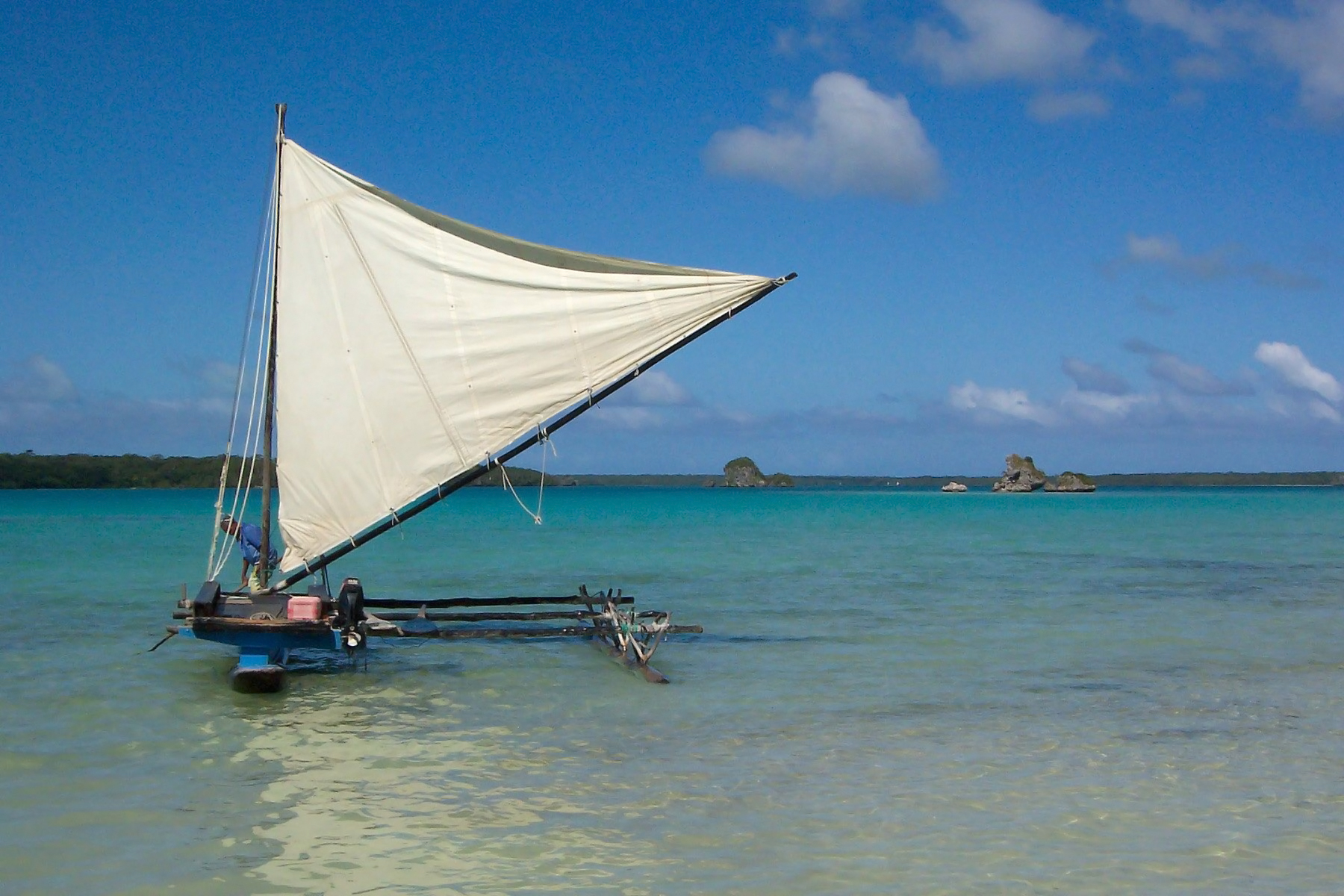
Pirogue à balancier en Nouvelle-Calédonie

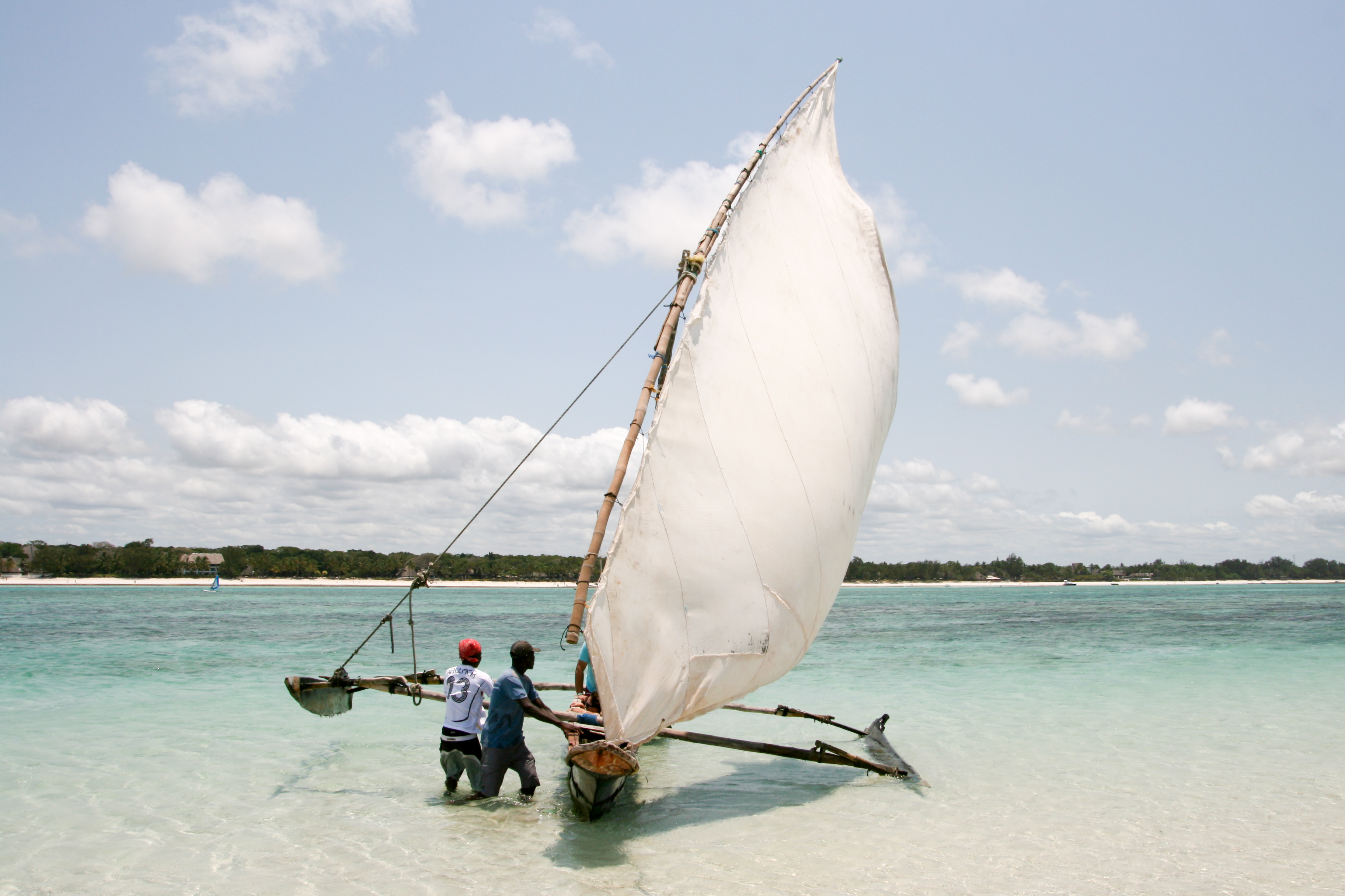
Pirogue à balancier au Kenya

La pirogue à balancier est le principal type de voilier du Pacifique et de l'océan Indien, de construction peu onéreuse, avec un minimum d'outils. De très nombreuses variantes régionales en font sans doute le voilier le plus répandu.
Le modèle le plus courant est constitué d'une coque principale dont la partie inférieure est creusée dans un tronc (caractéristique des pirogues), parfois rehaussée de planches. La stabilité est assurée par un ou deux balanciers reliés à la coque par des traverses. Les balanciers sont souvent un simple tronc de bois léger de faible diamètre. Plusieurs types de voiles ont été utilisées selon les régions et les époques: voile latine, austronésienne ou quadrangulaire.

## Historique

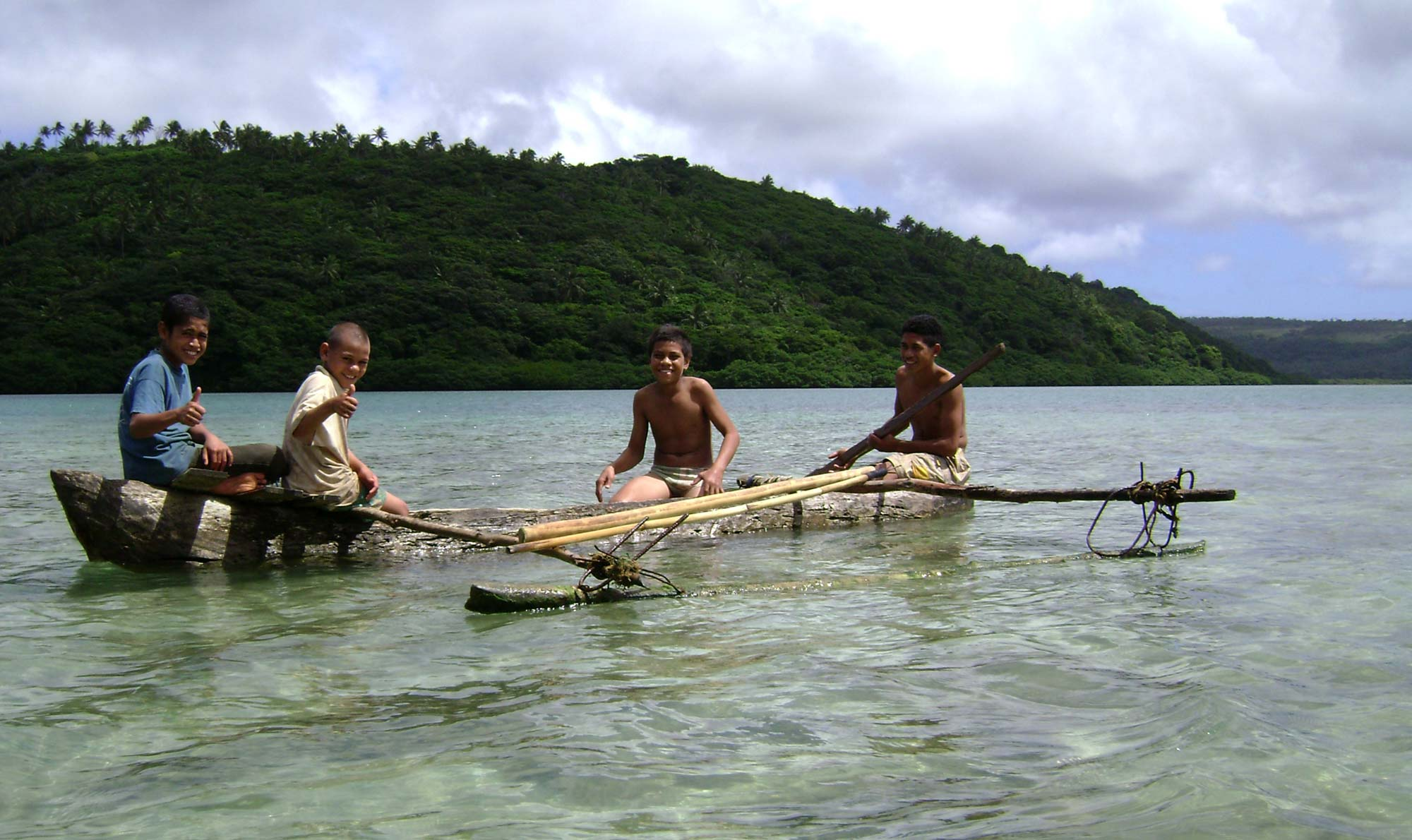
Pōpao traditionnel des Tonga

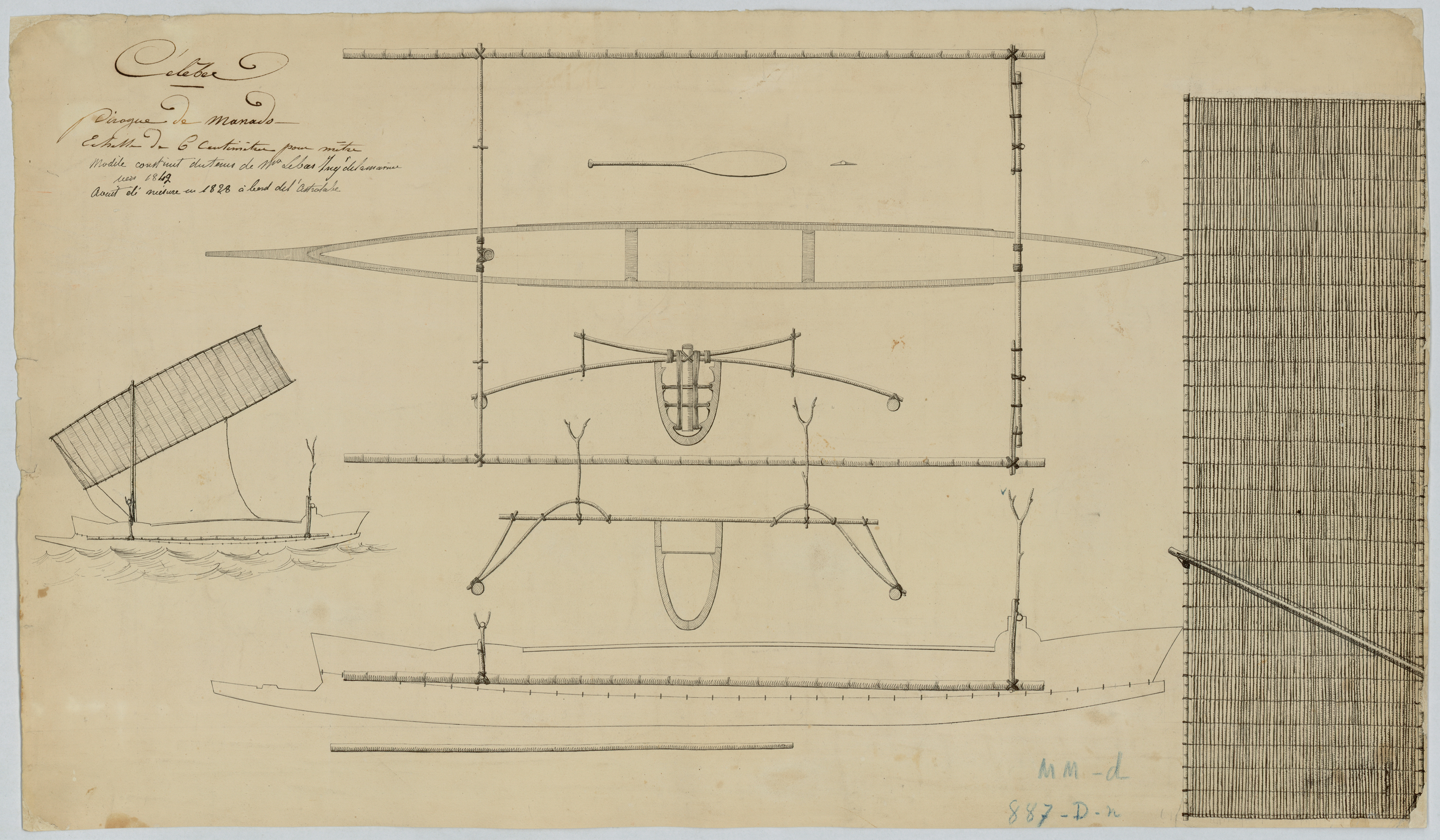
plan d'une pirogue à balancier double de Manado, Célèbes, par François Edmond Pâris, 1828, encre sur papier, Musée national de la Marine

La pirogue à balancier est à l'origine apparue chez les peuples de langues austronésiennes. On la retrouve ainsi en Asie du Sud-Est insulaire, dans le Pacifique et à Madagascar, régions où les Austronésiens se sont établis.

La pirogue simple à balancier servait aux petits déplacements et à la pêche ; la grande pirogue à balancier pontée était quant à elle utilisée pour voyager en haute mer.

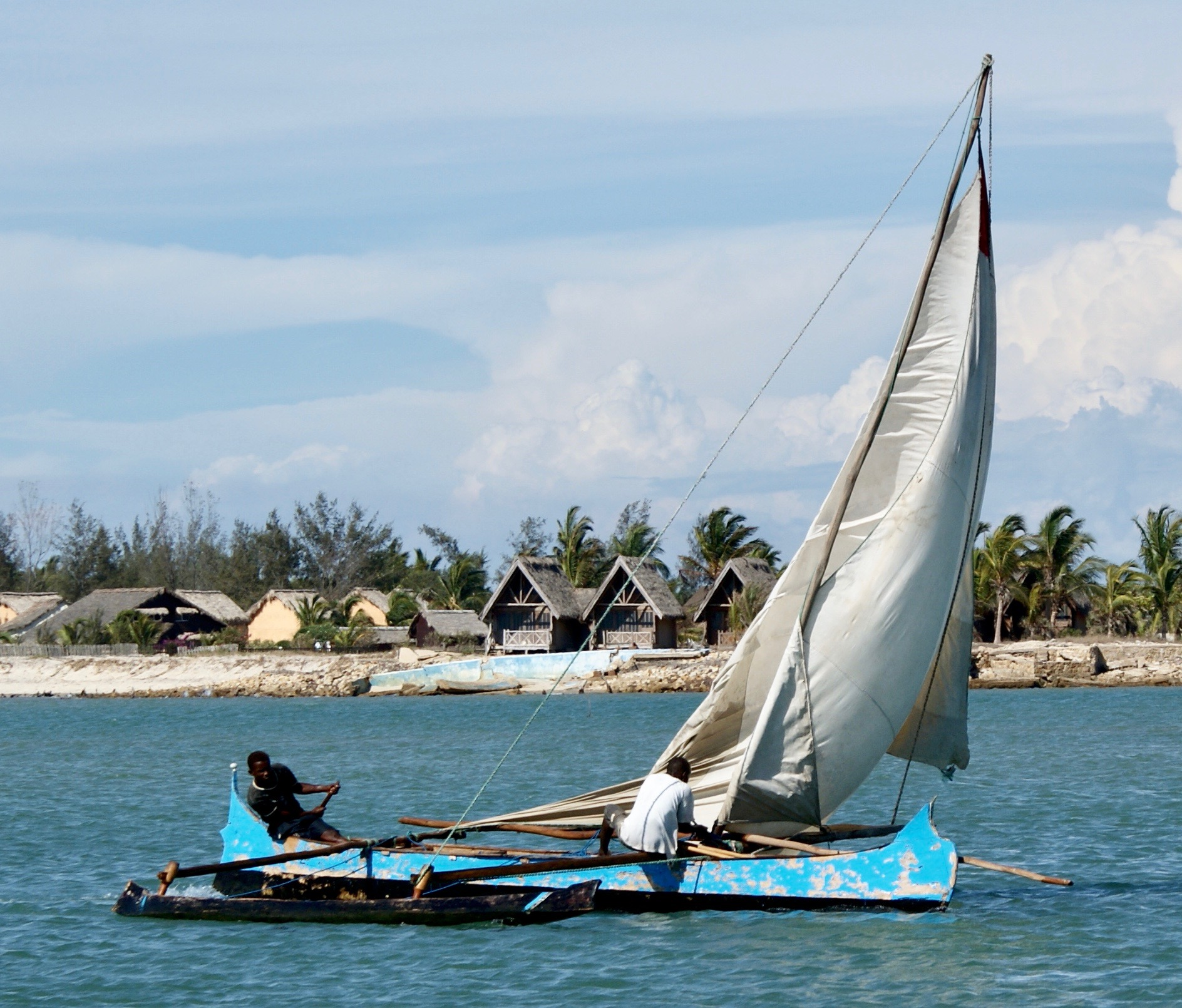
Pirogue Malgache Morondava
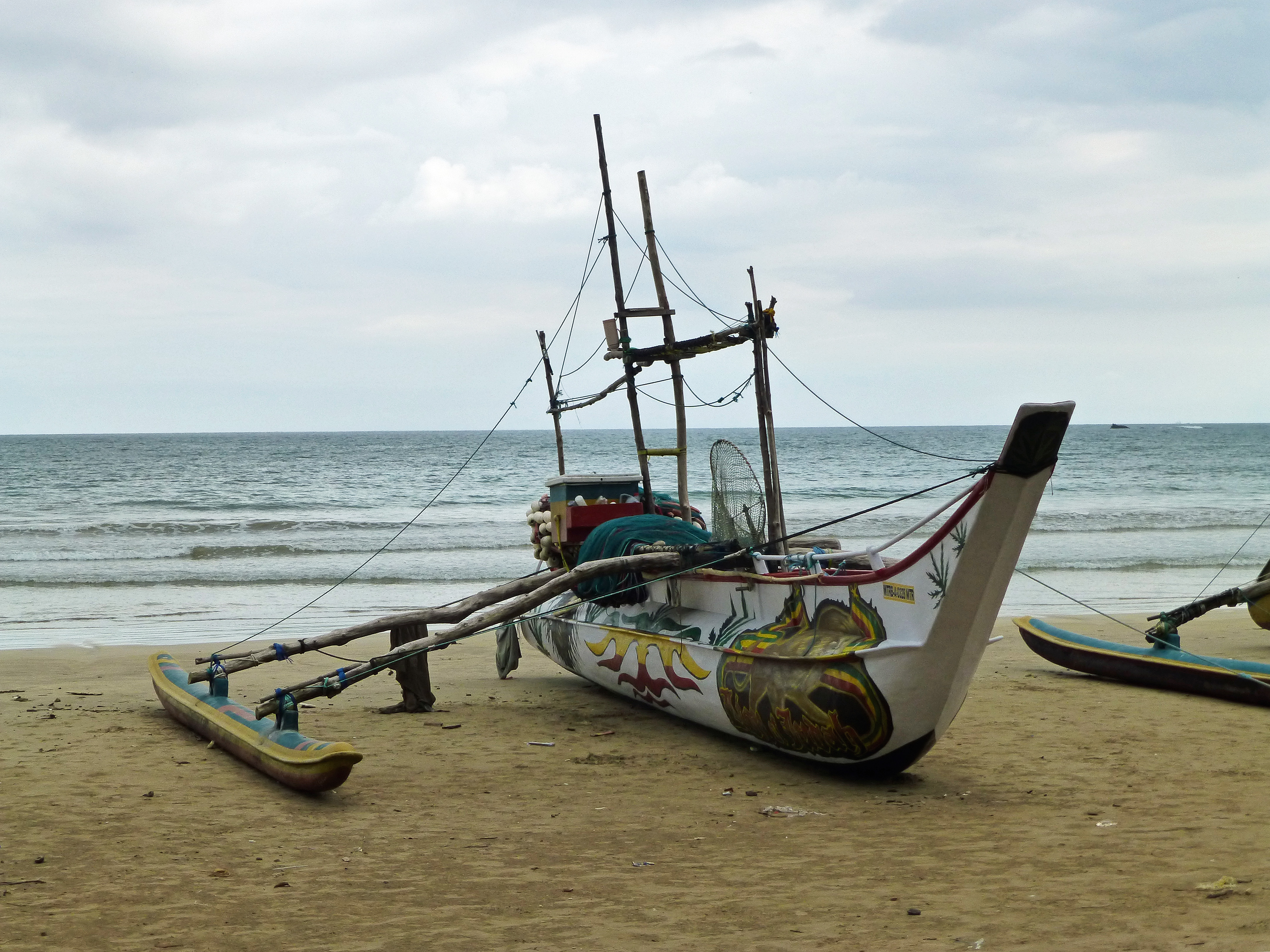
Pirogue Sri Lanka
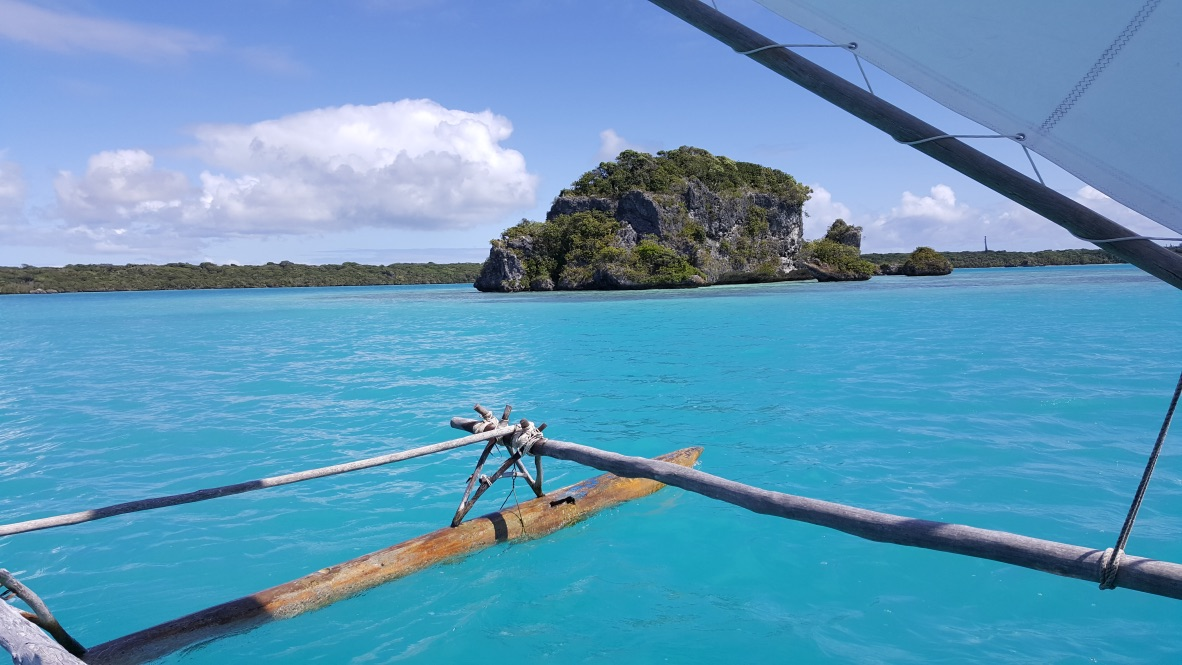
Vue d'une pirogue en Nouvelle-Calédonie (baie d'Upi, Île des Pins, Province Sud)
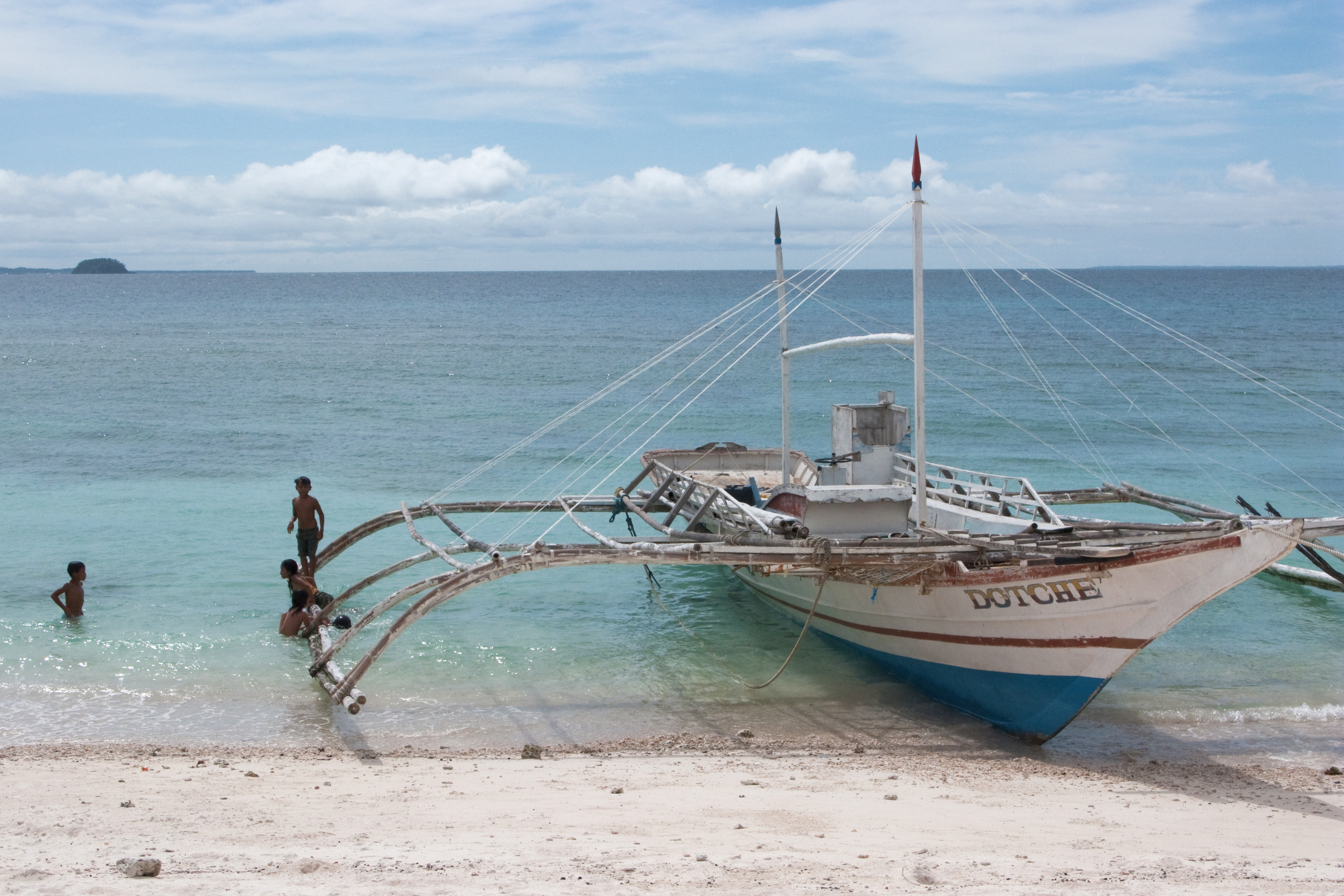
Pirogue des Philippines
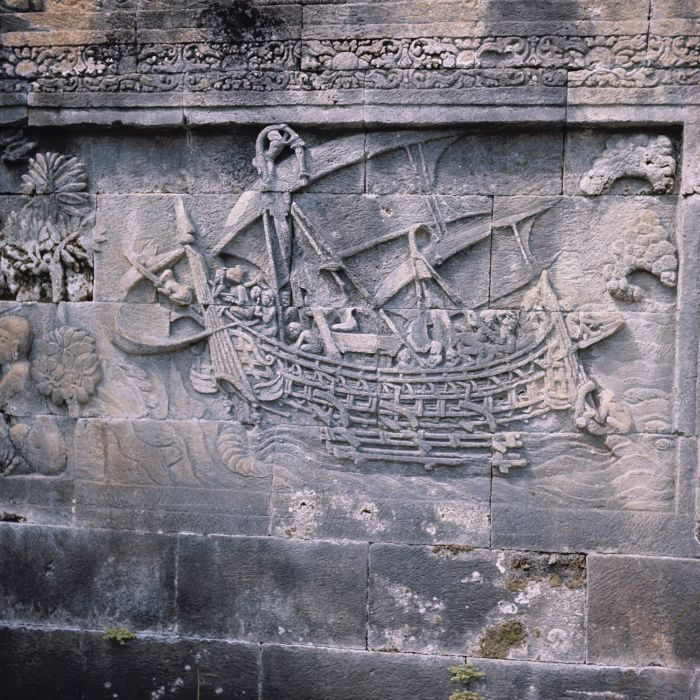
Bas-relief du temple de Borobudur (VIIIe siècle) dans le centre de Java en Indonésie, montrant un bateau à balancier typique de la technologie navale austronésienne